# Désiré-Joseph Joulin
Pour les articles homonymes, voir Joulin.
Désiré-Joseph Joulin, né le 5 mai 1821 à Mont-près-Chambord (Loir-et-cher) et mort le 18 mars 1874 à Paris est un médecin et journaliste français.

## Biographie
Désiré-Joseph Joulin arrive à Paris à 18 ans. Il est successivement commis dans un magasin de nouveautés, industriel, inventeur d'un nouveau procédé pour bronzer le zinc à l'aide de l'électricité, journaliste, caricaturiste... Puis étudiant en médecine, officier de santé, docteur en médecine, 
docteur en chirurgie, professeur libre pour les élèves se destinant au titre d'officier de santé. Il est reçu docteur en médecine en 1851. En 1863 il est agrégé de la Faculté de Paris et lauréat de l'Académie impériale de médecine.
Il donne des cours publics sur les maladies des femmes, de 1855 à 1858 et sur les accouchements, de 1859 à 1863. De 1866 à 1871 il fait un cours sur les accouchements à la Faculté de médecine.
Outre son activité médicale il écrit de nombreux articles sous son propre nom, ou sous les pseudonymes de docteur Griffus, Docteur Flavius, docteur Hermès. Il publie aussi bien des articles scientifiques que des articles grand public. Il écrit dans le Figaro et, au Moniteur des Hôpitaux, des articles humoristiques, sous le titre de Flèches médicales. Il n'hésite pas à s'engager et à polémiquer. Ainsi il critique vivement l'ingérence des cléricaux dans l'enseignement de l'École de médecine. Ses articles lui valent parfois des poursuites judiciaires. Ainsi Eugène Bouchut, agrégé de médecine, obtient, le 9 mars 1859, sa condamnation par le tribunal correctionnel de  la Seine pour injures et diffamation, à un mois de prison et 1000 francs d'amende après un article publié par le Moniteur des Hôpitaux. En 1872, il fonde la Gazette de Joulin, consacrée à l'obstétrique.
Il meurt, à 53 ans, d'apoplexie pendant qu'il donne une consultation dans son cabinet. il était marié et avait une fille, peintre paysagiste.
Désiré Joseph Joulin est fait chevalier de la légion d'honneur en 1868.

## Loi de Joulin
La loi de Joulin, décrite en 1864 par Joulin, concerne et décrit la relation entre les différentes parties du fœtus et les trois plans obstétricaux (détroit supérieur, moyen et inférieur) du pelvis féminin. Elle affirme que lorsque le fœtus traverse le bassin, il oriente son plus grand diamètre dans le plus grand diamètre du bassin féminin. Cette loi explique la complexité de la mécanique obstétricale humaine, ainsi que:
- La flexion de la tête fœtale
- La rotation convertissant une présentation oblique en présentation sagittale
- L'asynclitisme dans certains cas

## Publications
- Traité complet d'accouchements, Paris, 1867, ed. F. Savy, 1240 p. lire en ligne sur Gallica
- Les Caravanes d'un chirurgien d'ambulances pendant le siège de Paris et sous la Commune, Paris, 1871, ÉdE. Dentu, 117 p. lire en ligne sur Gallica
- Le Pharmacien-drogueur, Paris, 1856, 15 p. lire en ligne sur Gallica
- Étude bibliographique sur les maladies des femmes , Paris, 1861, ed. P. Asselin, 31 p. lire en ligne sur Gallica
- Des Cas de dystocie appartenant au fœtus, Paris, 1863, 127 p. lire en ligne sur Gallica
- Les causeries du docteur, 2e éd. Paris 1868, ed. Didier 402 p. lire en ligne sur Gallica